# Massacre em Altamira em 2019
A Rebelião do Centro de Recuperação Regional de Altamira foi um massacre que ocorreu no Brasil, em 29 de julho de 2019, em Altamira, Pará, quando um confronto entre facções criminosas, causou a morte de 57 detentos. Mais tarde, o número total de mortos subiu para 62. 26 dos presos mortos ainda aguardavam julgamento.

## Contexto
A violência de gangues nas prisões brasileiras é comum. No entanto, as autoridades informaram que os internos não mostraram sinais antes do tumulto de que começariam algo de tal magnitude.
O Centro de Recuperação Regional de Altamira (CRRALT), a principal instituição prisional de Altamira, deveria abrigar 200 presos, mas supostamente continha mais de 450 detentos quando ocorreu o tumulto. Mais tarde foi revelado que a prisão tinha apenas 33 guardas, com o município admitindo que isso não estava nem perto o suficiente para garantir a segurança. Uma nova estrutura na prisão estava sendo construída para abrigar os prisioneiros em excesso, embora os funcionários da prisão negassem que houvesse superlotação.
As gangues envolvidas eram o Comando Classe A (CCA) e o Comando Vermelho (CV), sendo que o CCA atacou o CV.

## Ataque
Por volta das 07:00, enquanto o café da manhã estava sendo servido, violência irrompeu depois que membros da gangue CCA abrigados em um bloco atearam fogo a outro bloco, que abrigava membros do Comando Vermelho, segundo o funcionário local Jarbas Vasconcelos. Dois guardas da prisão foram inicialmente feitos reféns, mas libertados logo após o incêndio ter começado. A gangue pretendia impedir que os policiais impedissem o ataque, mas não queria prejudicá-los.
As forças policiais não puderam entrar no prédio devido ao incêndio. A violência durou cinco horas, terminando ao meio-dia. Durante as buscas na prisão, não foram encontradas armas de fogo, apenas lâminas caseiras. Foi relatado que os tiros podiam ser ouvidos no aeroporto de Altamira, nas proximidades, com um trabalhador dizendo que o tiroteio durou 30 minutos.
57 pessoas foram inicialmente declaradas mortas. Dezesseis destas foram decapitadas, enquanto as outras morreram como resultado da inalação de fumaça do fogo. O design ruim da prisão fez com que o fogo se espalhasse mais rapidamente. Mais tarde, um corpo carbonizado foi encontrado enterrado sob os escombros pelo Instituto de Medicina Forense do Pará. O número de mortos subiu para 62 depois que autoridades encontraram quatro presos sufocados dentro de um ônibus da prisão. O ônibus transportava os presos mais violentos da prisão, que estavam sendo transferidos para uma nova prisão depois dos tumultos.

## Respostas
O Ministério da Justiça disse à imprensa que os principais responsáveis serão transferidos para garantir a segurança da prisão. O número total a ser transferido é supostamente 46, com 10 deles destinados a instalações de alta segurança.
O presidente da Ordem dos Advogados do Brasil do Pará (OAB) disse: "É preocupante você ver uma quantidade elevada de presos provisórios misturados com presos que já estão cumprindo pena". A jornalista Rachel Sheherazade criticou o evento, o que levou ao sindicato prisional declarar repúdio à sua opinião. Segundo o The Intercept, a usina Belo Monte, entregue por Dilma Roussef em 2016, é uma das responsáveis pelo massacre, visto que a mesma atrapalhou a inauguração de um novo presídio na região.